# Edmund Dalbor
Edmund Dalbor, né le 30 octobre 1869 à Ostrów Wielkopolski en Grande-Pologne, Pologne, et mort le 13 février 1926 à Poznań, est un cardinal polonais, archevêque de Gniezno et primat de Pologne.

## Biographie
Edmund Dalbor est vicaire à Poznań et y est directeur de la chancellerie archiépiscopale. Il est professeur au séminaire de Gniezno, chanoine théologique du chapitre de Poznań et enfin vicaire général de Poznań.
Dalbor est élu archevêque de Gniezno et Poznań  en 1915. Il est le premier primat de la nouvelle Pologne. Le pape Benoît XV le créé cardinal lors du consistoire du 15 décembre 1919. Il préside la Conférence épiscopale polonaise de 1919 à 1926, et participe au conclave de 1922, lors duquel Pie XI est élu pape.

## Succession apostolique
Edmund Dalbor a ordonné les évêques suivants :
- Évêque Władysław Krynicki (pl) (1918)
- Évêque Wojciech Owczarek (pl) (1918)
- Évêque Antoni Laubitz (pl) (1925)